# Fritz Rahn
Fritz Rahn (* 23. August 1891 in Tettnang; † 27. Juli 1964 in Schorndorf) war ein deutscher Pädagoge, Spracherzieher und Mundartforscher.

## Leben und Wirken
Nach seiner Reifeprüfung 1910 in Ehingen/Donau studierte Fritz Rahn Klassische Philologie und Germanistik an der Eberhard Karls Universität Tübingen und der Universität Berlin. Nach einer kurzen Tätigkeit als Hauslehrer und dem Kriegsdienst im Ersten Weltkrieg legte er 1919 das Staatsexamen für den höheren Schuldienst an der Universität Tübingen ab. Bis 1954 war Rahn im württembergischen Schuldienst tätig, von 1919 bis 1943 am Eberhard-Ludwigs-Gymnasium Stuttgart (unterbrochen von 1921 bis 1923 als Assessor am Gymnasium in Esslingen) und von 1943 bis 1954 am Gymnasium in Schorndorf.
Im Jahre 1927 promovierte er bei Paul Hensel zum Dr. phil. an der Universität Erlangen mit einer Dissertation „Über die Ästhetik des Wortes. Beiträge zur Philosophie der Sprache und zur Ästhetik der Dichtkunst“.  In zahlreichen Veröffentlichungen beschäftigte sich Rahn vor allem mit der Stilkunde und der Spracherziehung an höheren Schulen, außerdem mit Fragen der Rechtschreibreform. Außerdem wirkte er als Dozent an Volksschulen und schrieb über die schwäbische Mundart. 1961 wurde ihm der Professorentitel verliehen.

## Veröffentlichungen (Auswahl)
- Die Kunst des Kindes. Bd. 1: Gedichte meiner Buben. Verlag Silberburg, Stuttgart 1927.
- Stilpflege. Theorie und Handwerk. In: Zeitschrift für Deutschkunde, Jg. 1930, H. 9, S. 577–597.

- Aufsatzerziehung. Zur Frage der Planwirtschaft im Aufsatzunterricht. Diesterweg, Frankfurt/M. 1933.

- Stilkunde der deutschen Prosa. Diesterweg, Frankfurt/M. 1937.

- Neue Satzlehre. Diesterweg, Frankfurt/M. 1940.

- Aufsatzerziehung. Eine Handreichung für Deutschlehrer zur Erfüllung der Lehrplanforderungen. 4. Aufl. Diesterweg, Frankfurt/M. 1941.
- Ausdruck- und Aufsatzschule. 4. Aufl. Diesterweg, Frankfurt/M. 1942.

- Vorschläge für eine Reform der deutschen Satzlehre. Klett, Stuttgart 1950.

- Das Spätwerk Thomas Manns und die Frage der künstlerischen Sittlichkeit. In: Neue deutsche Hefte, Bd. 2 (1955/56), S. 174–194.

- Hutzelbrot. Ein schwäbisches Mundart-Lesebuch. Langewiesche-Brandt, Ebenhausen/München 1961 (3. Aufl.: Steinkopf, Stuttgart 1983, ISBN 3-7984-0552-2).
- Der schwäbische Mensch und seine Mundart. Beiträge zum schwäbischen Problem. H. E. Günther, Stuttgart 1962.

Außerdem erarbeitete Fritz Rahn mehrere Lehrwerke wie "Schule des Schreibens", "Deutsche Spracherziehung" oder "Sprechen und Schreiben" in mehreren Teilbänden.